# Salmo aphelios
Salmo aphelios is een soort forel die behoort tot de zalmen (onderfamilie Salmoninae, familie Salmonidae). In het Engels heet deze vis Summer trout. Het is een door Maurice Kottelat in 1997 beschreven inheemse soort die naast Salmo letnica en Salmo balcanicus voorkomt in het oostelijk deel van het Meer van Ohrid (Noord-Macedonië).

## Beschrijving
Salmo aphelios kan een lengte van 40 cm bereiken, en mogelijk zelfs meer. In uiterlijke kenmerken lijkt deze forelsoort erg op de twee andere soorten uit het Meer van Ohrid. Vroeger werd de soort beschouwd als een vorm/ondersoort. Het verschil is het roodgekleurde visvlees. De kop en het lijf zijn zilverachtig met zwarte vlekken. Rode vlekken zitten er vooral op de zijlijn. Verder verschilt het paaigedrag. Salmo aphelios paait in de maanden mei tot juli, terwijl de andere forelsoorten uit dit meer in de winter paaien. Vandaar de naam Summer trout.